# Hunspell
Hunspell je korektor překlepů a morfologický analyzátor navržený pro jazyky s bohatou morfologií, složitým vytvářením složenin a kódováním znaků, původně navržený pro maďarštinu.
Hunspell vychází z MySpellu a je zpětně kompatibilní se slovníky pro MySpell. Zatímco MySpell používá jednobajtové kódování, Hunspell může používat Unicode a slovníky kódované v UTF-8.

## Použití
Korektor překlepů Hunspell je použit v následujících programech:
| Jméno                    | Typ                                                                         | Skupina                     | Metoda                                                | Poznámky                                        |
| ------------------------ | --------------------------------------------------------------------------- | --------------------------- | ----------------------------------------------------- | ----------------------------------------------- |
| Writer                   | Kancelářský balík                                                           | LibreOffice                 | staticky linkovaná knihovna libhunspell               | od verze 2.0.2, 8. března 2006                  |
| Calc                     | Kancelářský balík                                                           | LibreOffice                 | staticky linkovaná knihovna libhunspell               | od verze 2.0.2, 8. března 2006                  |
| Impress                  | Kancelářský balík                                                           | LibreOffice                 | staticky linkovaná knihovna libhunspell               | od verze 2.0.2, 8. března 2006                  |
| OpenOffice               | Kancelářský balík                                                           | Apache                      | staticky linkovaná knihovna libhunspell               | od verze 2.0.2, 8. března 2006                  |
| Firefox                  | Webový prohlížeč                                                            | Mozilla                     | ?                                                     | od verze 3                                      |
| Chrome                   | Webový prohlížeč                                                            | Google                      | ?                                                     | [ 2 ]                                           |
| Chromium                 | Webový prohlížeč                                                            | Google                      | ?                                                     | [ 2 ]                                           |
| Safari                   | Webový prohlížeč                                                            | Apple                       | ?                                                     | -                                               |
| Opera                    | Webový prohlížeč                                                            | -                           | ?                                                     | od verze 10                                     |
| Empathy                  | Klient pro instant messaging                                                | -                           | dynamicky linkovaná knihovna libenchant               | verze s výběrem slovníků Enchant                |
| Thunderbird              | E-mailový klient, newsový klient                                            | Mozilla                     | ?                                                     | od verze 3                                      |
| SeaMonkey                | Webový prohlížeč, E-mailový klient, newsový klient, HTML editor, IRC klient | Mozilla                     | ?                                                     | od verze 2                                      |
| Photoshop                | Program pro úpravu obrázků                                                  | Adobe                       | staticky linkovaná knihovna libhunspell               | -                                               |
| GIMP                     | Program pro úpravu obrázků                                                  | -                           | ?                                                     | -                                               |
| InDesign                 | Desktop publishing                                                          | Adobe                       | staticky linkovaná knihovna libhunspell               | od CS5.5                                        |
| QuarkXPress              | Desktop publishing                                                          | Quark Software Inc.         | staticky linkovaná knihovna libhunspell               | od QuarkXPress 2017                             |
| Scribus                  | Desktop publishing                                                          | -                           | dynamicky linkovaná knihovna libenchant               | od 1.4.2                                        |
| Illustrátor              | Program pro vektorovou grafiku                                              | Adobe                       | staticky linkovaná knihovna libhunspell               | -                                               |
| Inkscape                 | Program pro vektorovou grafiku                                              | -                           | dynamicky linkovaná knihovna libenchant přes GtkSpell | verze s podporou Enchant pomocí GtkSpell        |
| FrameMaker               | technická dokumentace                                                       | Adobe                       |                                                       | -                                               |
| Blender                  | 3D počítačová grafika                                                       | -                           | ?                                                     | -                                               |
| Notepad++                | code/textový editor                                                         | -                           | ?                                                     | -                                               |
| FeatherPad               | textový editor                                                              | LXQt                        | ?                                                     | Vycházíme s verze 0.11.0 (srpnu 2019)           |
| gedit                    | textový editor                                                              | GNOME                       | dynamicky linkovaná knihovna libenchant přes GtkSpell | -                                               |
| Yudit                    | textový editor                                                              | X Window System             | ?                                                     | -                                               |
| Emacs                    | textový editor                                                              | -                           | ?                                                     | -                                               |
| Eclipse                  | IDE                                                                         | -                           | dynamicky linkovaná knihovna Apache Lucene Analýza    | -                                               |
| XML Copy Editor          | XML editor                                                                  | -                           | dynamicky linkovaná knihovna libenchant               | od 1.2.0.6, verze, která spolupracuje s Enchant |
| Enchant                  | korektor překlepů pro příkazový řádek                                       | -                           | dynamicky linkovaná knihovna libenchant               | -                                               |
| Hunspell                 | korektor překlepů pro příkazový řádek                                       | -                           | dynamicky linkovaná knihovna libhunspell              | -                                               |
| Hunspell                 | korektor překlepů jako Webová služba používající UDP                        | -                           | dynamicky linkovaná knihovna libhunspell              | verze čekající na vydání                        |
| pyhunspell               | Python wrapper knihovna                                                     | -                           | dynamicky linkovaná knihovna libhunspell              | [ 11 ]                                          |
| qutebrowser              | Prohlížeč ovládáný klávesnicí                                               | -                           | ?                                                     | -                                               |
| HunspellJNA              | Java wrapper knihovna                                                       | -                           | dynamicky linkovaná knihovna libhunspell přes JNA     | [ 12 ]                                          |
| LuaSpell                 | Lua wrapper knihovna                                                        | -                           | dynamicky linkovaná knihovna libhunspell              | -                                               |
| Lucene Analysis Hunspell | Java dynamická knihovna                                                     | Apache                      | nativní implementace                                  | -                                               |
| libhunspell              | C++ dynamická knihovna                                                      | -                           | nativní implementace                                  | -                                               |
| Across Language Server   | CAT nástroj                                                                 | -                           |                                                       | -                                               |
| Apache Solr              |                                                                             | -                           |                                                       | 3.5 a novější                                   |
| macOS                    |                                                                             | 10.6 Snow Leopard a novější |                                                       |                                                 |
| Déjà Vu X3               | CAT systém                                                                  | -                           |                                                       | -                                               |
| Evernote                 | software pro psaní poznámek                                                 | -                           |                                                       | -                                               |
| LyX                      | slovní procesor                                                             | -                           |                                                       | -                                               |
| memoQ                    | CAT                                                                         | -                           |                                                       | -                                               |
| .NET                     |                                                                             | -                           |                                                       | [ 13 ]                                          |
| GroupWise                |                                                                             | -                           |                                                       | od verze 2012                                   |
| OmegaT                   | CAT nástroj                                                                 | -                           |                                                       | -                                               |
| Pairaphrase              | CAT                                                                         |                             |                                                       |                                                 |
| Perl                     |                                                                             | -                           |                                                       | [ 15 ]                                          |
| Sublime Text             |                                                                             | -                           |                                                       | [ 16 ]                                          |
| SDL Trados Studio        | CAT                                                                         | -                           |                                                       | -                                               |
| Subtitle Edit            | editor filmových titulků                                                    | -                           |                                                       | -                                               |
| SoftMaker Office         | kancelářský balík                                                           | -                           |                                                       | -                                               |
| Bat!                     | E-mailový klient                                                            | -                           |                                                       | od verze 4.0                                    |
| WinShell                 | Vývojové prostředí (IDE) pro TeX a LaTeX na Windows                         | -                           |                                                       | -                                               |
| XMetaL                   | aplikace pro vytváření XML                                                  | -                           |                                                       | -                                               |
| XTM Cloud                | Systém pro správu překladů a CAT                                            | -                           | -                                                     | -                                               |
| xTuple                   | Plánování podnikových zdrojů                                                | -                           |                                                       | -                                               |
| Typo.js                  | JavaScript knihovna                                                         | -                           |                                                       | verze lite                                      |
| Jméno                    | Typ                                                                         | Skupina                     | Metoda                                                | Poznámky                                        |

## Licence
Hunspell je svobodný software, distribuovaný pod licencí GPL, LGPL a MPL tri-licence.